# Hiến pháp Xô viết 1924
Hiến pháp Liên bang Xô viết năm 1924 (tiếng Nga: Конституция СССР 1924 года, Сталинская конституция, Конституция победившего социализма) là hiến pháp của Liên bang Xô viết được thông qua vào ngày 31 tháng 1 năm 1924. Theo Archie Brown, hiến pháp không bao giờ là một hướng dẫn chính xác cho thực tế chính trị ở Liên Xô. Ví dụ, việc Đảng Cộng sản đóng vai trò lãnh đạo trong việc hoạch định và thực thi chính sách đã không được đề cập rõ ràng cho đến năm 1977.

## Lịch sử
Hiến pháp năm 1924 là bản hiến pháp đầu tiên của Liên bang Xô viết và được Đại hội Xô viết lần thứ hai Toàn Liên Xô phê chuẩn. Hiến pháp năm 1924 đã hợp pháp hóa Hiệp ước thành lập Liên bang Xô viết vào tháng 12 năm 1922 giữa Cộng hòa Xã hội chủ nghĩa Xô viết Liên bang Nga, Cộng hòa xã hội chủ nghĩa Xô viết Ukraina, Cộng hòa Xã hội chủ nghĩa Xô viết Byelorussia và Cộng hòa Xã hội chủ nghĩa Xô viết Liên bang Ngoại Kavkaz để thành lập Liên bang Xô Viết. Về bản chất, Hiến pháp năm 1924 là sự mở rộng và khái quát hóa của Hiệp ước 1922, với hầu hết các phần chính đã được hiệp ước quy định, và cũng cho phép Liên Xô mở rộng tiềm năng. Trong khi Hiệp ước ban đầu chỉ có 26 điều, thì Hiến pháp năm 1924 hiện có 72 điều được chia thành 11 chương. Hiến pháp năm 1924 thay thế Hiến pháp Nga năm 1918 được coi là tiền thân và ảnh hưởng đến các nguyên tắc chính của hiến pháp toàn Liên minh.
Hiến pháp năm 1924 đã quy định Đại hội Xô viết là cơ quan quyền lực nhà nước tối cao của Liên Xô, trong đó Ban Chấp hành Trung ương có quyền này trong các nhiệm kỳ và giữ chức vụ chủ tịch toàn thể của nhà nước. Ban Chấp hành Trung ương cũng bầu ra Hội đồng Dân ủy Liên Xô, cơ quan hành pháp của chính phủ. Ban Chấp hành Trung ương được chia thành Xô viết Liên bang đại diện cho các nước cộng hòa thành phần và Xô viết các dân tộc đại diện trực tiếp cho lợi ích của các nhóm sắc tộc. Đoàn chủ tịch giám sát việc điều hành chính quyền giữa các kỳ họp của Ban Chấp hành Trung ương.
Hiến pháp năm 1924 tồn tại sáu lần xuất bản cho đến khi được thay thế bằng Hiến pháp 1936 của Liên Xô  vào ngày 5 tháng 12 năm 1936.